# Všechlapy (Libčeves)
Všechlapy jsou malá vesnice, část obce Libčeves v okrese Louny. Nachází se asi 1,5 km na sever od Libčevsi. V roce 2011 zde trvale žilo 17 obyvatel.
Všechlapy leží v katastrálním území Všechlapy u Libčevsi o rozloze 2,01 km².

## Historie
První písemná zmínka o vesnici pochází z roku 1369.

## Obyvatelstvo
Při sčítání lidu v roce 1921 zde žilo 72 obyvatel (z toho třicet mužů), z nichž bylo osmnáct Čechoslováků, 51 Němců a tři cizinci. Až na tři členy církve československé byli římskými katolíky. Podle sčítání lidu z roku 1930 měla vesnice 79 obyvatel: šestnáct Čechoslováků, 62 Němců a jednoho cizince. Kromě osmi příslušníků československé církve se hlásili k církvi římskokatolické.
|                                                                        | 1869 | 1880 | 1890 | 1900 | 1910 | 1921 | 1930 | 1950 | 1961 | 1970 | 1980 | 1991 | 2001 | 2011 | 2021 |
| ---------------------------------------------------------------------- | ---- | ---- | ---- | ---- | ---- | ---- | ---- | ---- | ---- | ---- | ---- | ---- | ---- | ---- | ---- |
| Obyvatelé                                                              | 112  | 100  | 90   | 83   | 86   | 72   | 79   | 73   | 76   | 58   | 34   | 46   | 31   | 17   | 20   |
| Domy                                                                   | 16   | 16   | 16   | 16   | 17   | 17   | 16   | 17   | —    | 13   | 11   | 13   | 16   | 13   | 12   |
| Počet domů z roku 1961 je zahrnut v celkovém počtu domů obce Libčeves. |      |      |      |      |      |      |      |      |      |      |      |      |      |      |      |

## Galerie

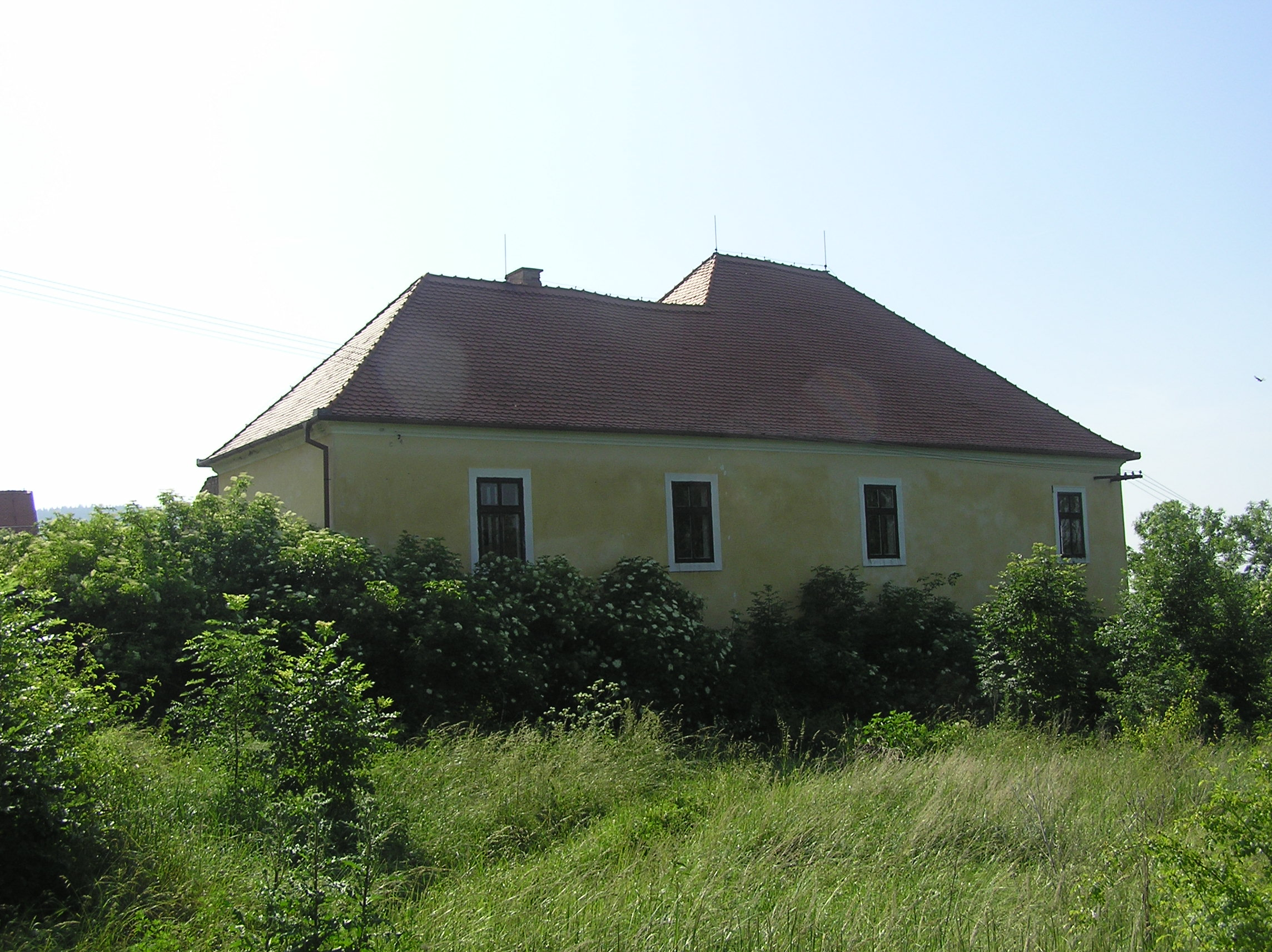
Bývalý vrchnostenský statek
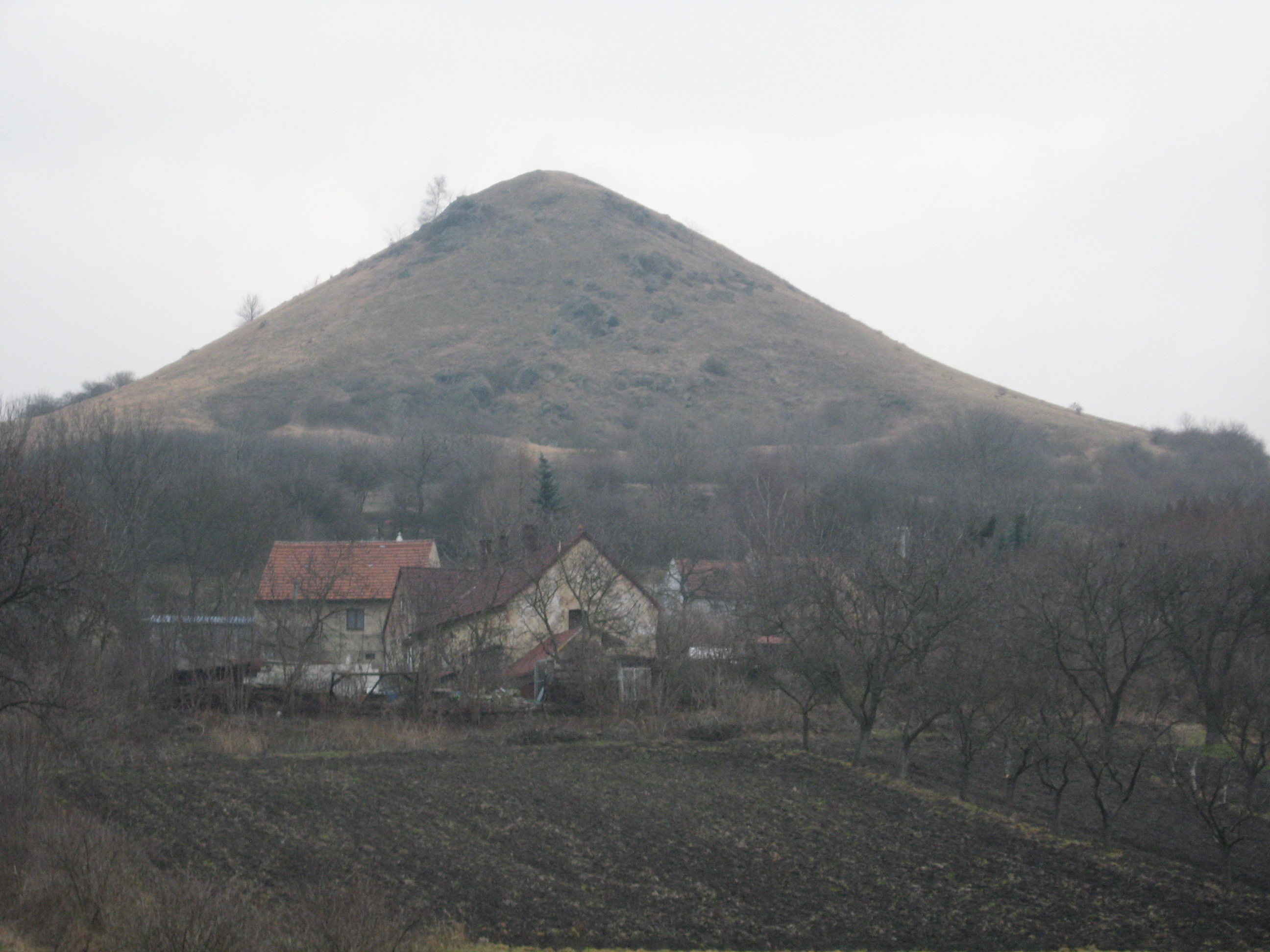
Kopec Kamýk nad vsí
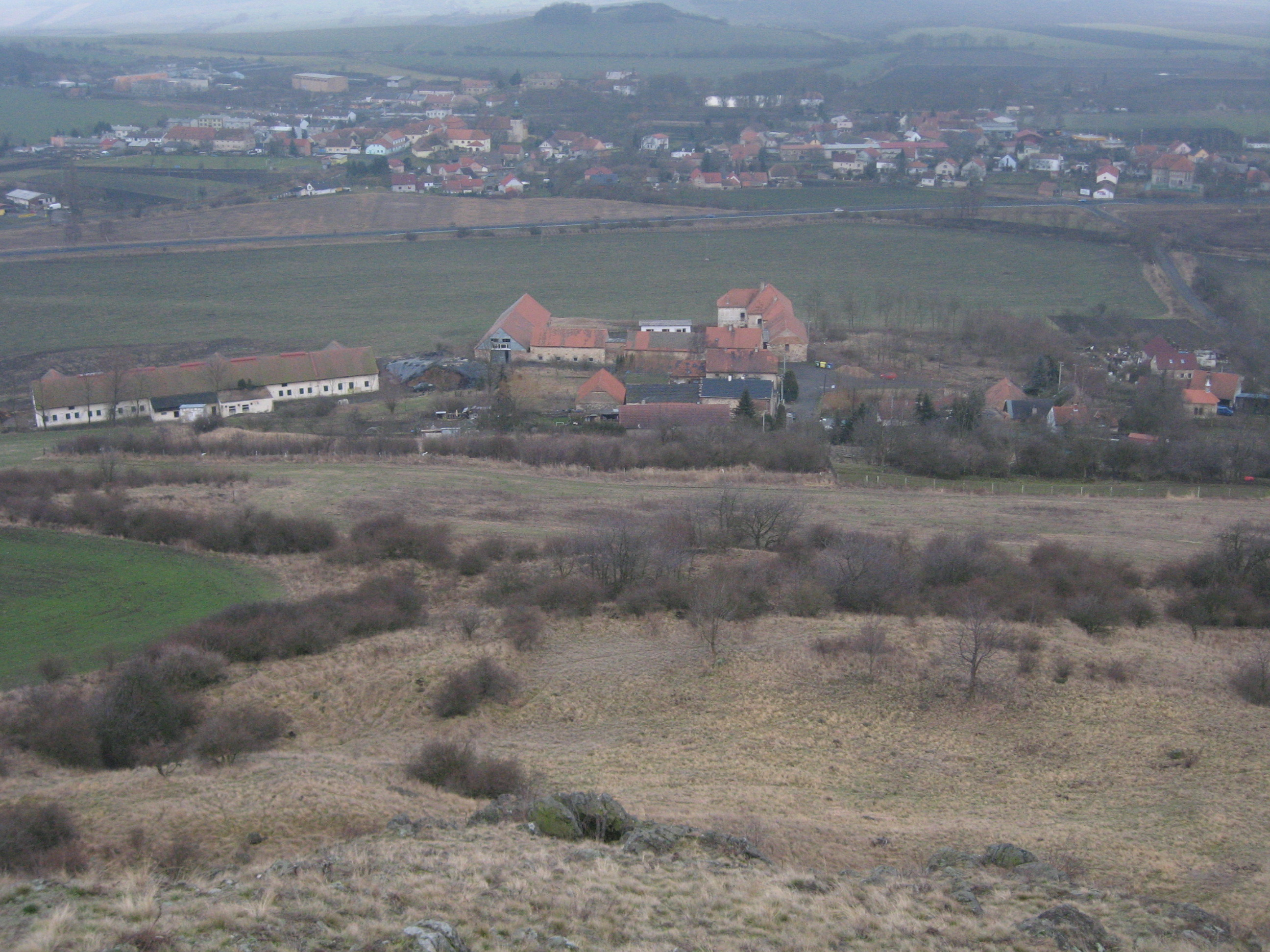
Pohled na Všechlapy z Kamýku, v pozadí Libčeves
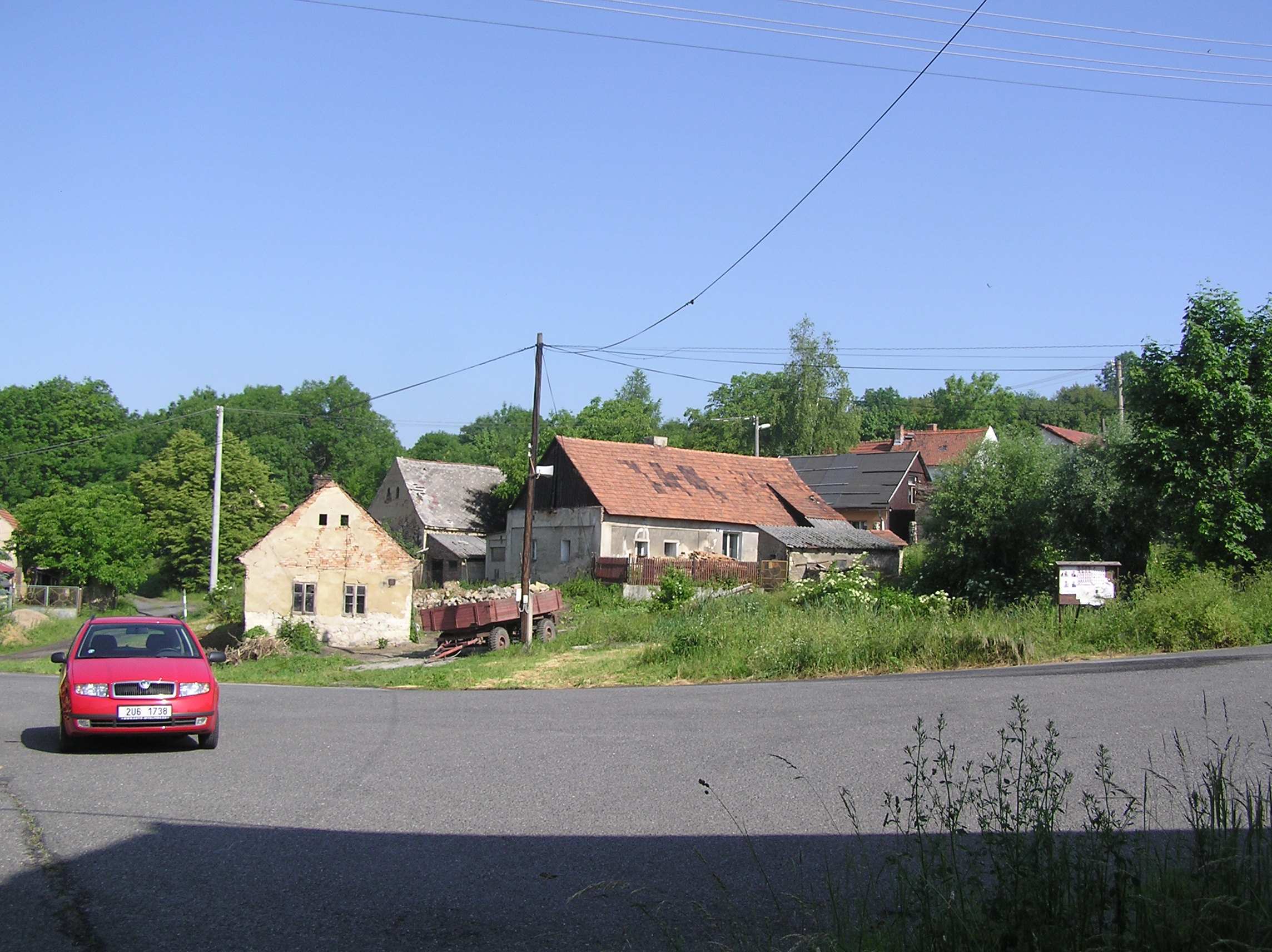
Náves